# Polizeiruf 110: Tod und Teufel
Tod und Teufel ist ein deutscher Kriminalfilm von Berthold Mittermayr aus dem Jahr 1998. Der Fernsehfilm erschien als 206. Folge der Filmreihe Polizeiruf 110.

## Handlung
Die 19-jährige Marie ist schwerst schizoid und hat mal wieder einen Anfall, den vor allem ihre streng religiöse Mutter durch Gebete zu lindern versucht. Marie zerreißt eine Bibel und greift ihren Vater an, sodass die Eltern sie schließlich ans Bett fesseln und einschließen. Am nächsten Morgen ist das Zimmer leer. Marie ist in der Nacht ausgerissen und hat auf der Straße den kleinen Drogendealer Rezzo kennengelernt, der die verwirrte junge Frau mit in seine Wohnung nimmt. Beide schlafen miteinander und Marie gesteht Rezzo, dass sie manchmal neben sich steht und deswegen nach einem Krankenhausaufenthalt in psychiatrischer Behandlung bei Dr. Silvia Jansen in Nürnberg war. Am nächsten Morgen entdeckt Marie den Blutfleck von ihrer Entjungferung auf dem Bettlaken und kehrt verstört nach Hause zurück. Zu dem Zeitpunkt wurde bereits die Polizei vom Verschwinden Maries unterrichtet. Kommissar Berger und sein Assistent Koch wenden sich an Silvia Jansen, die zu Maries Eltern fährt. Diese verweigern ihr den Zutritt zu Haus und Hof und Maries Mutter Anna beschuldigt sie, mit ihrer Therapie versucht zu haben, Anna von den Eltern zu entfremden. Marie wiederum hat beim Weggang Rezzos Jacke mitgenommen, in der sich neben Drogen auch sehr viel Bargeld befindet. Rezzo will die Jacke zurückhaben und wendet sich an Silvia Jansen, um den Aufenthaltsort Maries zu erfahren. Silvia erwähnt beiläufig ihren Nachnamen, sodass Rezzo das Haus schließlich findet. Auch er darf nicht auf das Grundstück, bleibt jedoch bis zur Nacht vor Ort. Nachts bemerkt er, wie ein Priester an Marie einen Exorzismus durchführt. Marie gebärdet sich wild, wird jedoch mit Handfesseln am Bett fixiert. Am Ende bleibt sie erschöpft zurück. Rezzo steigt durchs Fenster in ihr Zimmer ein und fragt sie nach dem Verbleib seiner Jacke. Er löst ihre Fesseln und Marie fällt ihn an und beißt ihn. Er stößt sie von sich und sie bleibt reglos liegen.
Silvia Jansen erhält einen Anruf von Rezzo, in dem er sie bittet, Marie zu helfen, da er gerade eine schwarze Messe bei ihr miterleben musste. Kurz darauf erscheint die Polizei bei Silvia Jansen, da Marie tot aufgefunden wurde. Die Ermittler finden Rezzos Jacke bei Marie und vermuten, dass Rezzo Marie getötet hat, als sie ihm den Verbleib der Jacke nicht verraten wollte. Marie jedoch ist erstickt worden, wobei sich eine blaue Faser an ihren Zähnen findet. Die Faser lässt sich jedoch nicht Rezzos Kleidung zuordnen. Als Verdächtige kommen nur die weiteren Anwesenden des Abends in Betracht: der stille Vater Franz, die hysterische Mutter Anna und der Priester Josef Riedel, Annas Bruder.
Recherchen der Polizei und Silvia Jansens ergeben, dass Franz nicht der Vater von Marie gewesen ist. Josef wiederum wurde vor einiger Zeit von der Seelsorge suspendiert, weil er depressiv war, und ist seither im Behindertenheim St. Georgen als Seelsorger aktiv. Zur Tatzeit war er mit Franz an einer Tankstelle gesehen worden. Zur seelisch zerrütteten Anna, die im Krankenhaus behandelt wird, lässt Josef niemanden. Er nimmt sich jedoch kurz nach der Tat das Leben und hinterlässt einen Abschiedsbrief, in dem er jede Schuld auf sich nimmt, da er einen Unschuldigen schützen wolle. Die Umstände, wie auch Zeichnungen Maries, die sie in damaligen Therapiesitzungen bei Silvia Jansen anfertigte, lassen diese schlussfolgern, dass Josef mit seiner Schwester Marie gezeugt hatte. Auch kommt als Mörderin ihrer Tochter nur noch Anna infrage. Mit ihrem Freund Paul, der als Journalist für das Abendblatt arbeitet, verschafft sich Silvia Zutritt zu Annas Krankenhauszimmer. Sie sagt Anna, dass Josef tot sei. Anna glaubt schließlich im Wahn, dass Silvia Marie sei, durchlebt die Tatnacht erneut und versucht schließlich erneut Marie, nun Silvia, zu erwürgen. Paul geht dazwischen. Silvia wiederum erkennt, dass die blauen Fasern von Annas Jacke stammen. Rezzo wird freigelassen, auch wenn er sich wegen Hausfriedensbruch und Drogenbesitzes verantworten muss. Anna wiederum gilt als psychisch krank, sodass ihr vorerst nicht der Prozess gemacht wird.

## Produktion
Tod und Teufel beruht auf zwei authentischen Fällen aus dem Jahr 1978 und 1996, in denen zwei an Epilepsie und Schizophrenie erkrankte Frauen sich vom Teufel besessen glaubten und nach Exorzismus verstarben, wobei sich die Hinterbliebenen wegen „fahrlässiger Tötung bzw. unterlassener Hilfeleistung vor Gericht verantworten“ mussten. Der Film wurde ab Ende Juli 1998 in München gedreht. Die Kostüme des Films schuf Annette Reinecke-Popp, die Filmbauten stammen von Frank D. Geuer. Der Film erlebte am 22. November 1998 auf dem Ersten seine Fernsehpremiere. Die Zuschauerbeteiligung lag bei 18,9 Prozent.
Es war die 206. Folge der Filmreihe Polizeiruf 110. Silvia Jansen ermittelte in ihrem 4. Fall.

## Kritik
„Exorzismus ‚light‘ nach wahren Fällen“, konstatierte die TV Spielfilm. „Die Kenner feinnerviger Psychokrimis werden sich nach einiger Zeit heftig gelangweilt haben“, stellte die Stuttgarter Zeitung fest, da das Drehbuch keinerlei Zweifel an der Unschuld des Hauptverdächtigen Rezzo aufkommen lasse. Regisseur und Drehbuchautor Mittermayr sei mit dem Exorzismus-Stoff „einfach nur plakativ umgegangen“. Die Leipziger Volkszeitung bezeichnete Tod und Teufel als einen „seltsame[n] Krimi“ mit „abgründige[m] Stoff, der aber nur wenig packte, weil es Regisseur Berthold Mittmayr nur selten gelingt, ihn lebendig zu machen.“